# Aldo López
Aldo López Vargas (ur. 23 maja 2000 w Chihuahua) – meksykański piłkarz występujący na pozycji defensywnego pomocnika, od 2022 roku zawodnik Santosu Laguna.